# Porrhomma profundum
Porrhomma profundum är en spindelart som först beskrevs av Dahl 1939.  Porrhomma profundum ingår i släktet Porrhomma och familjen täckvävarspindlar. Inga underarter finns listade i Catalogue of Life.